# Arkia Israeli Airlines
Arkia (Hebreeuws: ארקיע, "Ik zal vliegen"), wettelijk opgericht als Arkia Israeli Airlines Ltd, is een Israëlische luchtvaartmaatschappij met haar hoofdkantoor op Luchthaven Sde Dov. Het is de op één na grootste luchtvaartmaatschappij van Israël en voert voornamelijk vluchten uit naar Europa en New York.

## Geschiedenis
Arkia werd in 1949 opgericht en begon in 1950 met het leveren van diensten onder de naam Israel Inland Airlines. De maatschappij verzorgde vluchten naar de nieuw opgerichte staat Israël en vooral naar Eilat. El Al had 50% van de aandelen in de maatschappij en Israëls arbeidersfederatie, Histadroet, had ook aandelen. De naam werd gewijzigd in  Eilata Airlines - Aviron en Arkia Israeli Airlines.
In maart 1980 kocht Kanaf Arkia de overige aandelen in Arkia en fuseerde de twee bedrijven. De luchtvaartmaatschappij is nu bezit van Kanaf-Arkia Airlines (70%) en zijn eigen werknemers (30%).
In november 2018 werd Arkia de eerste gebruiker wereldwijd van de Airbus A321LR.

## Vloot

### Huidige vloot

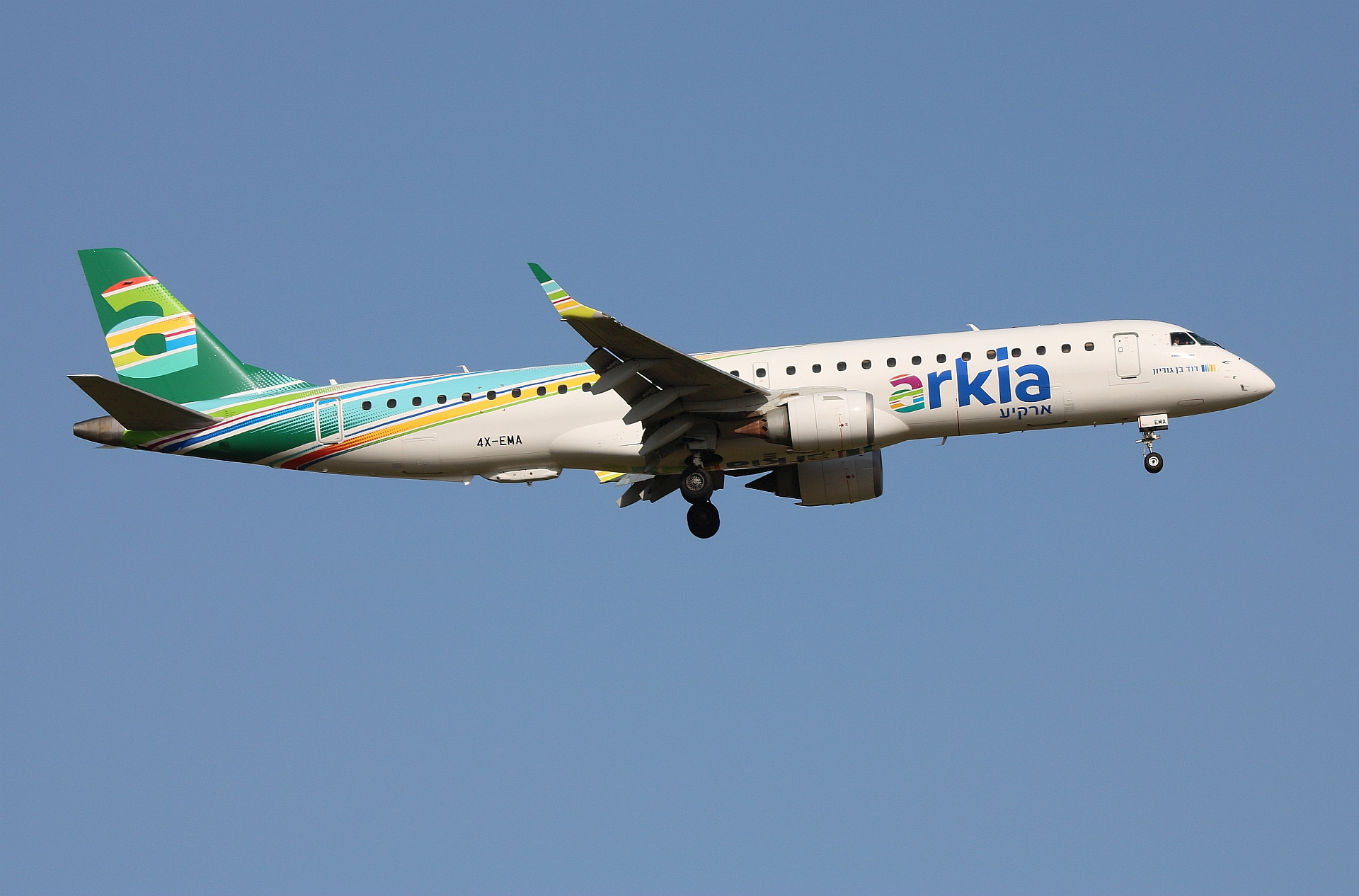
Een Embraer 195 van Arkia

De vloot van Arkia bestaat uit volgende toestellen (mei 2025):
| Type            | In dienst | Orders | Opmerkingen                 |
| --------------- | --------- | ------ | --------------------------- |
| Airbus A320-200 | 2         | —      |                             |
| Airbus A321LR   | 2         | —      | Eerste gebruiker wereldwijd |
| Embraer 195     | 3         | —      |                             |
| Totaal          | 7         | —      |                             |

### Voormalige vloot
De vloot van Arkia bestond ook uit de volgende toestellen:
| Type                                 | Aantal | In dienst | Uitgefaseerd | Opmerkingen       |
| ------------------------------------ | ------ | --------- | ------------ | ----------------- |
| Airbus A320-200                      | 2      | 2011      | 2023         |                   |
| Airbus A321LR                        | 1      | 2019      | 2020         | 4X-AGN            |
| ATR 72-500                           | 5      | 1998      | 2017         |                   |
| BAC One-Eleven Series 500            | 2      | 1977      | 1979         |                   |
| Boeing 707-300                       | 4      | 1967      | ?            |                   |
| Boeing 707-400                       | 1      | 1984      | 1985         | 4X-ATB            |
| Boeing 737-200                       | 7      | 1982      | 2001         |                   |
| Boeing 757-200                       | 3      | 1993      | 2007         |                   |
| Boeing 757-300                       | 2      | 2000      | 2019         |                   |
| Boeing 767-300ER                     | 2      | 2018      | 2019         | Geleased van Neos |
| Britten-Norman BN2 Islander          | ?      | ?         | ?            |                   |
| Curtiss C-46 Commando                | 2      | 1950      | ?            |                   |
| De Havilland Canada DHC-6 Twin Otter | 1      | 1989      | 1997         | 4X-AHZ            |
| De Havilland Canada DHC-7-100        | 13     | 1981      | 2010         |                   |
| Douglas DC-3                         | 5      | 1955      | ?            |                   |
| Embraer 190                          | 3      | 2014      | 2020         |                   |
| Embraer Phenom 100                   | 1      | 2014      | 2020         | 4X-CMN            |
| Handley Page Herald                  | 5      | 1964      | 1978         |                   |
| Vickers Viscount                     | 3      | 1971      | 1980         |                   |

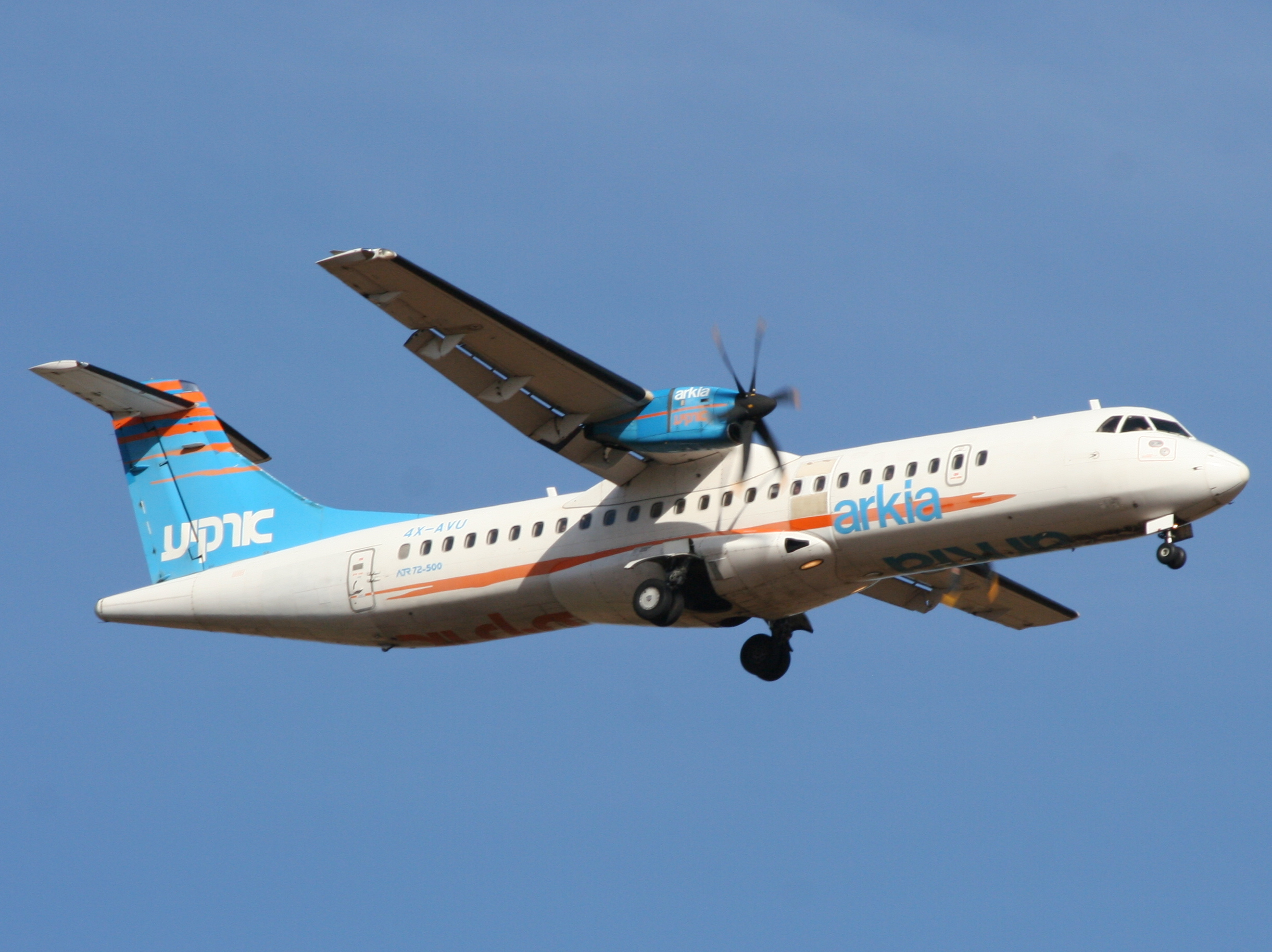
ATR 72-500
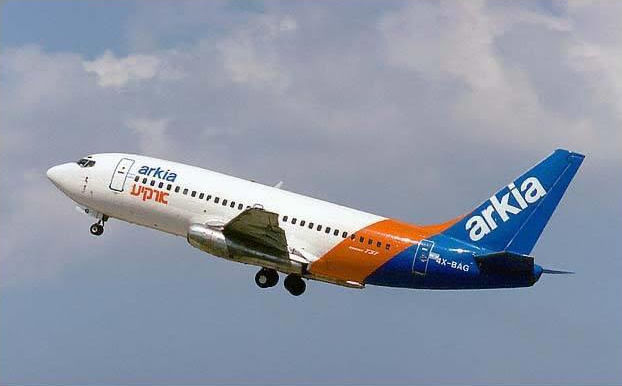
Boeing 737-200
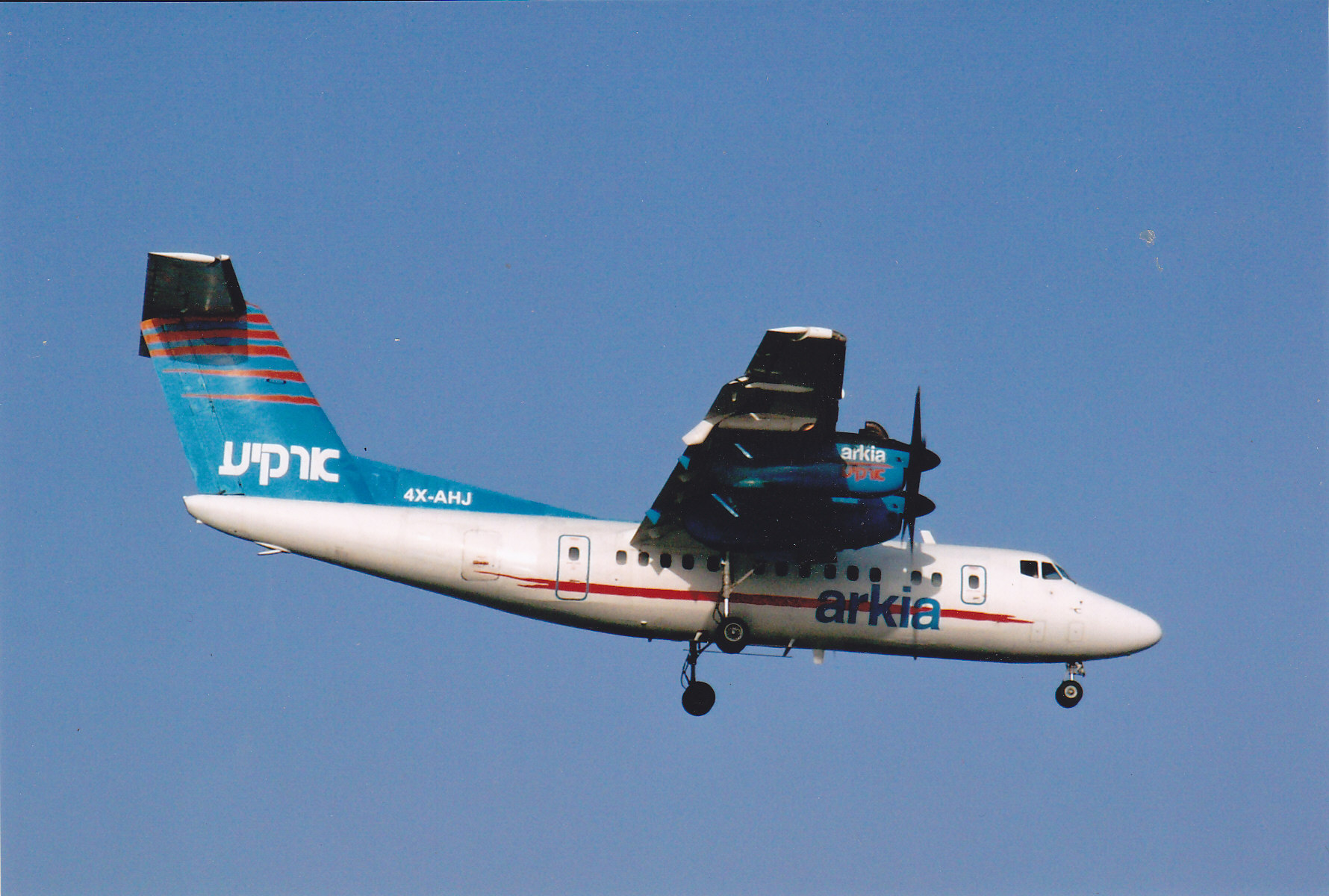
DHC-7
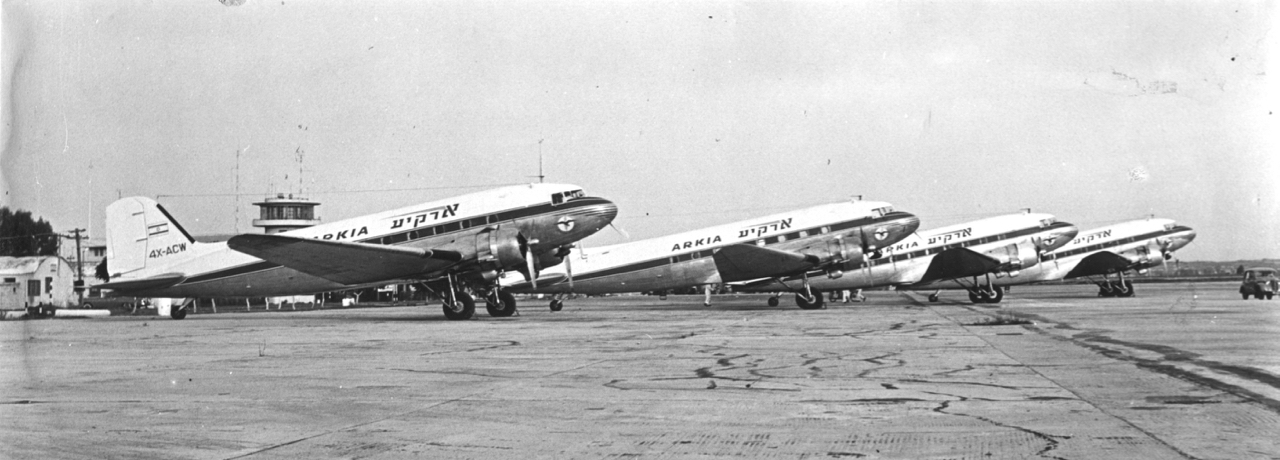
Douglas DC-3's
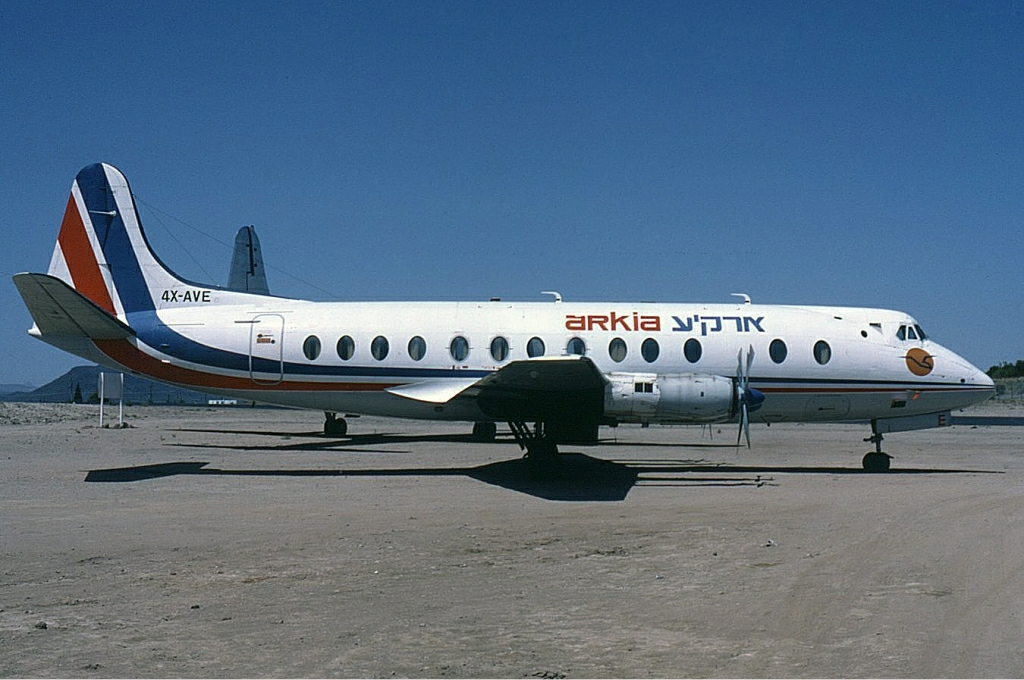
Vickers Viscount

## Bestemmingen
Arkia vliegt naar de volgende bestemmingen (mei 2025):
| Land                         | Stad         | Luchthaven                                     | Opmerkingen         |
| ---------------------------- | ------------ | ---------------------------------------------- | ------------------- |
| Albanië                      | Tirana       | Luchthaven Tirana                              | Hervat 2 juli 2025  |
| Cyprus                       | Larnaca      | Luchthaven Larnaca                             |                     |
| Frankrijk                    | Parijs       | Aéroport de Paris-Charles de Gaulle            |                     |
| Georgië                      | Batoemi      | Luchthaven Batoemi                             | Seizoensgebonden    |
| Georgië                      | Tbilisi      | Luchthaven Tbilisi                             |                     |
| Griekenland                  | Antimachia   | Luchthaven Kos                                 | Hervat 30 mei 2025  |
| Griekenland                  | Corfu        | Luchthaven Korfoe Ioannis Kapodistrias         |                     |
| Griekenland                  | Iraklion     | Luchthaven Iraklion                            |                     |
| Griekenland                  | Preveza      | Luchthaven Aktion                              | Hervat 14 juni 2025 |
| Griekenland                  | Rhodos       | Internationale luchthaven van Rhodos           |                     |
| Griekenland                  | Thessaloniki | Luchthaven Thessaloniki                        |                     |
| Griekenland                  | Volos        | Luchthaven Nea Anchialos                       | Hervat 2 juli 2025  |
| Hongarije                    | Boedapest    | Luchthaven van Boedapest                       |                     |
| Israël                       | Tel Aviv     | Luchthaven Ben-Gurion                          | hub                 |
| Italië                       | Milaan       | Internationale luchthaven Milano-Malpensa      |                     |
| Italië                       | Napels       | Aeroporto di Napoli                            |                     |
| Italië                       | Rome         | Aeroporto di Roma Fiumicino                    |                     |
| Kroatië                      | Zadar        | Luchthaven Zadar                               | Hervat 29 mei 2025  |
| Nederland                    | Amsterdam    | Luchthaven Schiphol                            |                     |
| Oostenrijk                   | Wenen        | Flughafen Wien-Schwechat                       |                     |
| Polen                        | Warschau     | Luchthaven Warschau Frédéric Chopin            |                     |
| Roemenië                     | Boekarest    | Henri Coandă International Airport             |                     |
| Servië                       | Belgrado     | Luchthaven Belgrado Nikola Tesla               |                     |
| Spanje                       | Barcelona    | Luchthaven Josep Tarradellas Barcelona-El Prat |                     |
| Tsjechië                     | Praag        | Luchthaven van Praag                           |                     |
| Verenigde Arabische Emiraten | Dubai        | Dubai International Airport                    |                     |
| Verenigde Staten             | New York     | John F. Kennedy International Airport          | [ 11 ]              |

## Incidenten en ongelukken
- Op 28 november 2002 werd bij een mislukte aanslag bij Mombasa een Boeing 757 van Arkia maar net gemist door een antivliegtuigraket.[12][13]
- Op 18 augustus 2024 keerde een Embraer 195 terug nadat er barsten in de voorruit ontstonden.[14][15]